# Jim Kale
Jim Kale (* jako Michael James Kale; 11. srpna 1943 Winnipeg, Manitoba, Kanada) je kanadský baskytarista, nejvíce známý jako zakládající člen rockové skupiny The Guess Who.